# Percy Sherwood
Percy Sherwood (Dresden, 23 de maig de 1866 - Londres, Anglaterra, 1939) fou un compositor i pianista alemany. De 1885 a 1888 assolí el premi Mendelssohn pel seu Rèquiem amb orquestra. El 1911 fou nomenat professor de piano del Conservatori de Dresden. Va compondre nombroses obres, entre elles, dues simfonies; diverses obertures; un quintet per a instruments d'arc, amb piano; dues sonates, per a violoncel; suite, per a dos violins; una altra, per a clarinet i piano; dues sonates, per a piano; melodies vocals, etc.